# 교황 인노첸시오 7세
교황 인노첸시오 7세(라틴어: Innocentius PP. VII, 이탈리아어: Papa Innocenzo VII)는 제204대 교황(재위: 1404년 10월 17일 ~ 1406년 11월 6일)이다. 본명은 코시모 데 미그리오라티(이탈리아어: Cosimo de' Migliorati)이다.
그는 서구 대이교(1378–1417) 시절의 교황이었으며, 그의 재위기간 동안 아비뇽에는 대립교황 베네딕토 13세가 있었다.

## 교황 선출 이전
미그리오라티는 아브루초 주 술모나의 소박한 가정에서 태어났다. 그는 페루자와 파도바에서 시민법과 교회법을 가르치면서 명강사로 유명해졌다. 스승 조반니 다 레냐노의 후원을 받아 로마로 간 그는 교황 우르바노 6세에 의해 로마 교황청에 등용되었다. 우르바노 6세에 의해 잉글랜드에 가서 10년 동안 교황 징세관의 일을 한 그는 1386년 볼로냐에서 분쟁이 일어났을 때는 볼로냐의 주교에 임명되었으며, 1387년에는 라벤나로 전보되어 라벤나의 대주교에 임명되었다.
1389년 교황 보니파시오 9세는 그를 예루살렘의 성십자가 성당의 사제급 추기경에 서임한 다음 몇 가지 예민하고 중요한 임무를 띤 교황 특사에 임명했다. 보니파시오 9세가 선종하자 아비뇽에서 대립교황 측이 보낸 대표들이 로마에 찾아왔다. 로마의 추기경들은 아비뇽 대표단에게 만일 콘클라베 소집을 보류한다면 대립교황이 먼저 자진 사임할 의사가 있는지 물어보았다. 아비뇽 대표단이 단도직입적으로 자신들의 대립교황이 자리에서 물러나는 일은 결코 없을 것이라고 잘라 말하자, 추기경들은 당초 예정대로 콘클라베를 소집했다. 그렇지만 추기경단 모두 투표에 앞서 누가 교황이 되든지간에 서구 대이교를 종식시키고 교회 일치를 이룩하는데 필요하다면 교황직을 사임하기로 맹세했다.

## 교황 선출 이후
미그리오라티가 1404년 10월 17일 만장일치로 선출되어 인노첸시오 7세라는 이름을 선택하였다. 그가 선출되었다는 소식이 전해지자 로마에서는 기벨린파가 폭동을 일으켰으나 나폴리 왕 라디슬라오가 군대를 이끌고 서둘러 로마에 와서 폭도들을 진압함으로써 진압되었다. 그 공로로 라디슬라오는 인노첸시오 7세로부터 많은 양보를 얻었는데, 그 중의 하나가 자신의 경쟁자인 앙주의 루이 2세를 지지하고 있는 아비뇽의 대립교황과 어떠한 타협도 하지 않겠다는 약속을 받은 것이다. 인노첸시오 7세 역시 교황령에 대한 권리를 타협하자는 아비뇽 측의 주장에 전혀 응할 생각이 없었기에 그의 요청을 순순히 들어주었다.
인노첸시오 7세는 족벌주의에 따라 과거 밀라노의 잔 갈레아초 비스콘티 밑에서 콘도티에로로 일한 자신의 조카 루도비코 미그리오라티를 그의 능력에 전혀 적합하지 않은 교황군 사령관으로 파격 승진시키는 큰 실수를 저지르고 말았다. 뿐만 아니라 인노첸시오 7세는 그를 교황군 사령관으로 승진시킨 이후에는 1405년 4월에는 토디의 속죄회 총회장으로도 임명했다. 루도비코 미그리오라티는 교황과 함께 한 회의를 마치고 돌아오는 길에 교황군 사령관으로서 로마의 게릴라 11명을 생포한 다음 자기 집으로 끌고가 모조리 참살했다. 그리고나서 그들의 주검을 산토 스피리토 병원 창문을 통해 길거리로 내던졌다. 이 사건으로 온 시내가 발칵 뒤집혔다. 교황과 추기경들, 루도비코를 따르는 이들은 서둘러 비테르보로 피신하기 위해 로마를 빠져나왔다. 이 때 루도비코가 앞장서서 길을 내기 위해 성 밖에서 한가로이 풀을 뜯고 있던 소 떼를 몰아내다가 시민들에게 발각되었다. 교황 일행은 성난 로마 시민들의 추격을 받아 쫓기면서 교황이 보는 앞에서 페루자의 아빠스를 포함해 30명의 인원이 살해당해서 시신을 길가에 그대로 버리고 가는 일까지 일어났다.
교황의 보호자 라디슬라오가 이 폭동을 진압하기 위해 군대를 파병했으며, 1406년 1월 로마 시민들은 교황의 주권을 다시 인정하면서 인노첸시오 7세는 로마로 돌아올 수 있었다. 그런데 라디슬라오는 과거 교황과 했던 약조에 만족하지 못하고 로마와 교황령에서 자신의 권력을 더욱 키우기를 바랐다. 그리고 자신의 목적을 위해 1405년 로마에서 일어난 기벨린파의 폭동을 지원하였다. 라디슬라오가 콜론나파를 도와주기 위해 보낸 군대는 표면상으로는 여전히 바티칸을 지키고 있었지만, 실제로는 산탄젤로 성을 사실상 점거하면서 로마와 인근 지역에 자주 출격하러 나갔다. 라디슬라오는 파문당한 후에야 비로소 교황의 요구에 굴복하고 군대를 철수하였다.
1404년 인노첸시오 4세는 교황 선출 직후 서구 대이교를 극복하기 위한 공의회 소집을 선언함으로써 콘클라베에 앞서 했던 약속을 지키기 위한 조치를 취했다. 프랑스 왕 샤를 6세와 피에르 다일리와 장 제르송 같은 파리 대학교의 신학자들, 독일의 왕 루프레히트 등도 공의회를 서둘러 소집할 것을 촉구하고 나섰다. 하지만 1405년에 문제가 생기는데, 인노첸시오 7세가 자신의 맞수인 대립교황 베네딕토 13세가 공의회가 소집될 로마에 갈 때의 안전을 보장해줄 수 없다고 함으로써 상대 측에게 공의회 참여를 피할 구실을 제공한 것이다. 대립교황 베네딕토의 눈에는 인노첸시오 7세가 서구 대이교를 종식시키는데 있어서 유일한 장애물로 비춰졌다. 인노첸시오 7세는 평화를 위해서 대립교황 베네딕토 13세와 함께 사임해야 한다는 제안에 응하지 않았다는 것은 당연히 말할 필요도 없다.
인노첸시오 7세는 1406년 3월 로마로 귀환했을 때 로마 대학교를 재조직할 계획을 세웠으나 급작스러운 사망으로 인해 무위로 돌아가고 말았다.

## 사망
인노첸시오 7세는 1406년 11월 6일 갑작스럽게 선종하였다. 이후 잠시 그가 암살당했다는 소문이 돌았으나 그에 대한 증거가 없어서 곧 부정되었다. 그의 뒤를 이어 교황 그레고리오 12세가 선출되어 즉위하였다.

## 같이 보기
- 교황 목록